# كولن جاكسون (لاعب كرة قدم أسترالية)
كولن جاكسون (بالإنجليزية: Colin Jackson)‏ هو لاعب كرة قدم أسترالية أسترالي، ولد في 6 مارس 1906، وتوفي في 7 أغسطس 1977.

## وصلات خارجية
- كولن جاكسون على موقع AustralianFootball.com (الإنجليزية)
- كولن جاكسون على موقع AFLtables.com (الإنجليزية)